# La Naissance du monde
La Naissance du monde est une peinture de l'artiste espagnol Joan Miró, réalisée en 1925.

## Description
La Naissance du monde est une peinture à l'huile.

## Historique
Joan Miró peint La Naissance du monde en 1925.
Le tableau est conservé au Museum of Modern Art de New York, aux États-Unis.